# Априй
Априй (на старогръцки: Ἁπρίης), или Априс, известен също като Хофра (Hophra, в Книга на Йеремия) или Вафрес (Waphres, в Манетон) е фараон от Двадесет и шеста династия на Древен Египет, син и наследник на Псамтик II. Априй управлява през 589 – 570/567 г. пр.н.е. в период на военни поражения срещу Вавилон и вътрешни войни отслабили Късното царство.

## Война с Вавилон
Априй идва на трона през февруари 589 г. пр.н.е., след смъртта на баща му Псамтик II и продължава неговата външна политика в подкрепа на Юдея и финикийските градове Тир и Сидон, въстанали против властта на вавилонския цар Навуходоносор II. През 588 г. новият фараон изпраща военна сила в помощ на обсадената от вавилонския цар юдейска столица Йерусалим. Войската на фараона търпи поражение срещу вавилонците, докато египетската флота побеждава тази на финикийците и кипърците, които били принудени временно да минат на страната на Вавилон. Войната в Юдея продължила с променлив успех – финикийските градове отново се съюзяват с Египет, а в Дамаск и други части на Сирия избухват въстания против вавилонската армия. Но въпреки това през 587 г. пр.н.е. Навуходоносор II успял да поднови прекъснатата обсада на Йерусалим и, след ново поражение на египетските сили през следващата година, вавилонския цар превзел и разрушил юдейската столица на 18 юли 586 г. пр.н.е. след 18-месечна обсада.
Неуспехите в Юдея силно редуцирали египетското присъствие в Предна Азия – финикийците отново се присъединили към Навуходоносор II, който ликвидирал Амон и Моав, последните васални държавици на североизточната граница на Египет. През 582 г. пр.н.е., под заплахата от вавилонско нашествие в Египет, Априй бил принуден да сключи унизителен мирен договор с Навуходоносор II, на когото дал за жена дъщеря си Нитокрис. Това била безпрецедентна отстъпка в историята на египетската дипломация – дотогава нито един фараон не бил давал египетска принцеса на чуждестранен владетел, тъй като според египетските обичаи това би му дало законното право да претендира за наследяване на властта в Египет.

## Метежи и сваляне
След неуспеха във войната срещу Вавилон, избухнал военен метеж в Асуан, Горен Египет, сред дезертиралите гръцки, сирийски и ливански наемници. На северозападната египетска граница, по крайбрежието на Либия дорийски нашественици от Гърция образували тяхна самостоятелна държава – Кирена. Опитът на Априй да покори Кирена с армия съставена от местни египтяни, завършил с поражение, довело до избухването на още един военен бунт, който се превърнал във война между наемниците и египетските войски през 570 г. пр.н.е.
Авторитетът на Априй сред египтяните бил подкопан не само от неговите поражения, но и от отстъпките му пред чуждестранните наемници и от прекомерно демонстрираната толерантност към гърците. Когато Априй приветствал народа облечен в гръцки доспехи, египетските войски се вдигнали на въстание, прераснало в гражданска война (570 – 567 г. пр.н.е.). Египетските военни части издигнали за фараон военачалника Яхмос (Амасис II), приближен и вероятно родственик на Априй. След първоначалното поражение и пленяване на Априй било сключено примирие.
Априй и Яхмос управлявали като съвместни фараони в продължение на две или три години, след което конфликтът бил подновен (568 г. пр.н.е.). Априй, който бил изоставен от местното население, напуснал страната и потърсил помощта на вавилонския цар. В 568 – 567 г. пр.н.е. вавилонската армия предприела поход по поречието на Нил, но тази операция нямала траен успех и след като пет месеца плячкосвали в Египет нашествениците се оттеглили. В крайна сметка Априй загинал преследван от войниците на Амазис, който станал новия фараон. Амазис II наредил останките на Априй да бъдат погребани с владетелски почести в Саис и се оженил за неговата дъщеря, за да узакони своята власт.